# A・F・ハロルド
アシュリー・フランシス・ハロルド（英: Ashley Francis Harrold、A・F・ハロルド、1975年 - ）は、イギリスの詩人、作家、パフォーマーである。大人向けにも児童向けにも詩を作り、詩の朗読会や児童向けワークショップ、文学祭での活動に力を入れる。

## 略歴
1975年、ウェスト・サセックスの小さなマーケットタウン、ホーシャムで生まれた。小学校時代には、父親が夕方出勤する際に図書館に一人残り、仕事帰りの父が迎えに来るまでの数時間、貪るように本を読んだという。
10代の半ばから、詩作を始めた。詩を選んだのは、本人の弁によれば、紙とペンさえあればできるので、あらゆる芸術分野の中で最も安上がりだから、だという。最初の頃は、コピーして自作した小冊子状の詩集を、友人達に配るくらいであった。その後、レディング大学へ進学し、哲学を学ぶ。大学在学中も詩作を続け、更に詩の朗読会を開催して自作の詩を披露し、ポエトリー・カフェに参加したり、詩の朗読競技会ポエトリー・スラムにも出場するようになった。
大学卒業後は、レディングにあるブラックウェルの書店に職を得たが、数年後に書店が閉店したのを機に専業の詩人となり、イギリス中の学校へ出向いては、詩のワークショップなどを実施し、文学祭などでも精力的に活動していった。ポエトリー・スラムの選手権で優勝した経験もあり、BBCラジオ4などにも登場した。また、2008年のグラストンベリー・フェスティバル及び2010年のチェルトナム文学祭では、ポエット・イン・レジデンスを務めた。
ワークショップなどでの要望を受けて、児童向けの作品を執筆するようになり、2008年には詩集 I Eat Squirrels を、2012年には散文作品として Fizzlebert Stump の第1作を出版した。The Imaginary（『ぼくが消えないうちに』）は、2016年にイギリス文学協会賞の7歳から11歳向け部門を受賞し、カーネギー賞、ケイト・グリーナウェイ賞の一次候補になった。詩集 Midnight Feasts: Tasty Poems は、2020年のCLiPPA（小学校リテラシー教育センター・ポエトリー賞）の最終候補となっている。

## 作風
ハロルドは、大人向けの作品と児童向け作品と両方を執筆しており、どちらかに専念するつもりはないようだが、児童向け作品の方によりやり甲斐を感じているという。
滑稽な題材の作品で、詩人としての評価を得たが、その後は堅い題材の作品も多く作っている。大人向けでも児童向けでも、滑稽な作品と堅い作品とでは、大きく方向性を異にしている。
ハロルドの児童向け著作の特徴は挿絵にあり、通例では挿絵を章題くらいに止めるような堅い作品でも本文中に挿絵をふんだんに用い、また、作品の方向性によって挿絵に持たせる役割を使い分ける工夫がみられる。

## 人物
立派なあごひげがトレードマークで、出版社による著者紹介でもハロルドが持っているものの一つとして、あごひげが挙げられている。

## 主な作品

### 詩集
- Things You Find In A Poet's Beard
- Midnight Feasts: Tasty Poems - CLiPPA 2020最終候補[5]

### 小説
- Fizzlebert Stump シリーズ
- ぼくが消えないうちに The Imaginary - イギリス文学協会賞（7-11歳部門）受賞[8]、カーネギー賞、ケイト・グリーナウェイ賞一次候補[9]、『屋根裏のラジャー』原作[11]
- The Song From Somewhere Else
- Greta Zargo シリーズ